# Chrysobothris roseiventris
Chrysobothris roseiventris es una especie de escarabajo del género Chrysobothris, familia Buprestidae. Fue descrita científicamente por Thomson en 1878.